# Bobby Robins
Robert Raymond „Bobby“ Robins (* 17. Oktober 1981 in Rhinelander, Wisconsin) ist ein ehemaliger US-amerikanischer Eishockeyspieler und -trainer, der im Verlauf seiner aktiven Karriere zwischen 2001 und 2015 unter anderem drei Spiele für die Boston Bruins in der National Hockey League (NHL) auf der Position des rechten Flügelstürmers bestritten hat. Hauptsächlich war Robins aber in den Minor Leagues American Hockey League (AHL) und ECHL sowie in Europa aktiv. Robins verkörperte den Spielertyp des Enforcers.

## Karriere

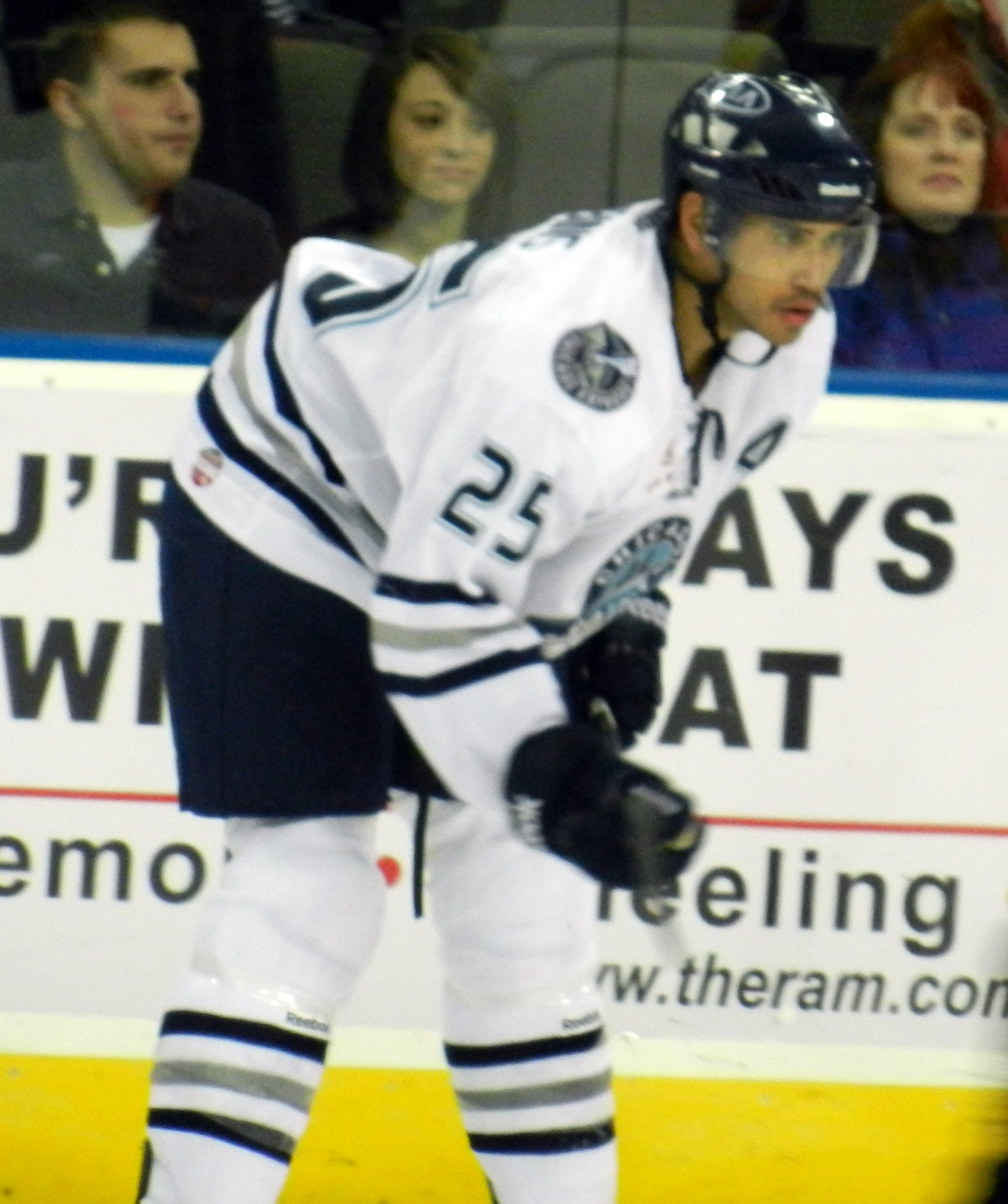
Robins im Trikot der Chicago Express (2011)

Robins verbrachte seine Juniorenzeit bei den Tri-City Storm in der United States Hockey League, wo er in der Saison 2001/02 spielte. Anschließend studierte er vier Jahre lang an der University of Massachusetts Lowell. Dort spielte er parallel für das Universitätsteam in der Hockey East, einer Division im Spielbetrieb der National Collegiate Athletic Association.
Ungedraftet wechselte der Stürmer im Sommer 2006 in den Profibereich, als er einen Vertrag bei den Ottawa Senators aus der National Hockey League erhielt. Dort verbrachte er die Saison 2006/07 im Kader des Farmteams Binghamton Senators in der American Hockey League. Bereits in der Vorsaison hatte er mit einem Probevertrag ausgestattet einige Begegnungen für das Team bestritten. Nach einer Saison wechselte Robins in die ECHL zu den Elmira Jackals. Im Verlauf der Spielzeit bestritt er auf Leihbasis Partien für die Rochester Americans, Syracuse Crunch und Albany River Rats in der AHL.
Auf der Suche nach einer neuen Herausforderung zog es den US-Amerikaner zur Saison 2008/09 nach Europa. Ein zunächst vereinbartes Engagement mit den Rødovre Mighty Bulls aus der dänischen AL-Bank Ligaen kam aufgrund finanzieller Schwierigkeiten seitens des Klubs aber nicht zustande. Er wechselte daher kurzfristig nach Großbritannien und lief dort für den nordirischen Klub Belfast Giants in der Elite Ice Hockey League auf. Mit der Mannschaft gewann er im Saisonverlauf den Challenge Cup und den Knock Out Cup. Nach dieser durchaus erfolgreichen Spielzeit zog es Robins zum slowenischen Klub HK Jesenice. Mit dem Team errang er die slowenische Meisterschaft.
Obgleich der Erfolge in Europa kehrte der Enforcer im Sommer 2010 nach Nordamerika zurück. Zunächst spielte er dort für die Bakersfield Condors und im Jahr darauf für die Chicago Express in der ECHL, ehe er gegen Ende des Kalenderjahres 2011 Angebote der Abbotsford Heat und Providence Bruins aus der American Hockey League an. Bei den Providence Bruins gehörte Robins dann in den folgenden Spielzeiten zum Stammkader und schaffte es sogar vor der Saison 2013/14 einen Vertrag bei deren Kooperationspartner Boston Bruins mit Gültigkeit für die NHL zu erhalten. Bei Boston debütierte der Stürmer zu Beginn der Saison 2014/15 im Alter von 32 Jahren. Bereits im ersten Einsatz von später drei Einsätzen erlitt er jedoch eine Kopfverletzung, die ihn nach zwei weiteren Spielen für Providence in der AHL zum Ende des Spieljahres seinen Rücktritt vom aktiven Sport bekannt zu geben.
Anschließend arbeitete Robins in der Saison 2017/18 als Cheftrainer des CH Jaca in der spanischen Superliga und wurde mit dem Team Vizemeister.

## Erfolge und Auszeichnungen
| - 2009 Challenge-Cup-Gewinn mit den Belfast Giants - 2009 Knock-Out-Cup-Gewinn mit den Belfast Giants - 2010 Slowenischer Meister mit dem HK Jesenice | - 2011 Teilnahme am ECHL All-Star Game - 2018 Spanischer Vizemeister mit dem CH Jaca (als Cheftrainer) |

## Karrierestatistik
(Legende zur Spielerstatistik: Sp oder GP = absolvierte Spiele; T oder G = erzielte Tore; V oder A = erzielte Assists; Pkt oder Pts = erzielte Scorerpunkte; SM oder PIM = erhaltene Strafminuten; +/− = Plus/Minus-Bilanz; PP = erzielte Überzahltore; SH = erzielte Unterzahltore; GW = erzielte Siegtore; 1 Play-downs/Relegation; Kursiv: Statistik nicht vollständig)